# Commanderie de Boult-aux-Bois
La commanderie de Boux-aux-Bois était une commanderie dont l'origine remonte aux templiers et qui se trouvait sur la commune de Boult-aux-Bois dans le département des Ardennes. À la suite du procès de l'ordre du Temple et de la dévolution des biens de l'ordre du Temple, elle devint propriété des Hospitaliers et fut le lieu de résidence des commandeurs de la commanderie de Merlan près d'Aussonce.

## Histoire
Dès le début du XIIIe siècle l'histoire de cette commanderie est étroitement liée à celle de Merlan mais aussi avec l'histoire des maisons du Temple de la Chambre-aux-Loups toute proche (Vouziers) et de Seraincourt. Merlan, dont on trouve la trace dès 1166, se trouvait à proximité de Reims (à l'est) et à peu plus de quarante kilomètres de Boult-aux-Bois.

### L'ordre du Temple
Au moment de sa fondation, les terres où les templiers s'installent se trouvaient à la limite des comtés de Rethel et de Grandpré, tous deux vassaux du comté de Champagne. Non loin également des terres relevant de l'archevêché de Reims, qui était déjà une des six pairies ecclésiastiques du royaume de France.

On estime que cette fondation remonte à 1190 ou 1196 à la suite d'un don, aux « Pauperibus Militibus Templi », de Richard de Lirou, acte confirmé par Richard de Haie de qui il la tenait, au lieu-dit « Bo ». Il y est fait mention de la terre de « Belleville » qui semble correspondre à une terre proche de Belleville-et-Châtillon-sur-Bar.

Voici une liste des actes se rapportant à l'histoire de cette commanderie avant la disparition des templiers:
- 1209 : Henry seigneur de Landres vend un moulin aux templiers sur l'étang de La Dhuy[n 2] pour 20 sols. À l'origine, simple grange dîmière qui pouvait dépendre de Boult-aux-Bois, ils y feront un vivier et bâtir une chapelle. On se situe à une vingtaine de kilomètres au sud-est de la commanderie mais cette charte ne mentionne pas explicitement qu'il s'agisse des templiers de Boult-aux-Bois. Par contre, Ladhuie était une seigneurie dépendante de cette commanderie au XVIIIe siècle[4]. Ils partagent également l'alleu de Condé-lès-Vouziers avec l'Abbaye Saint-Remi de Reims et le seigneur de Bourcq.
- 1215 : les moines de Saint-Remi vendent finalement aux Templiers leur part des terres situées à Clairs-Fontaine et Condé au nord de la seigneurie de Vouziers[5]. Puis ils échangent des droits de cens et de fauchées à La Vieille Fournelle avec les moines de Saint Thierry.
- 1229 : ils fondent une maison du Temple et acquièrent 200 arpents de terre avec droit de pâture à la Chambre-aux-Loups (Vouziers) à la suite du litige qui les opposaient à Hugues, comte de Rethel[6].
- 1230 : Alix Morand leur donne 7 pièces de terres au même endroit[7].
- Elle est mentionnée dans une charte rédigée à Reims  en 1239, par Henri comte de Grandpré, portant sur une vente de 526 arpents de terres à 22 sols parisis l'arpent au temple de Boux (« usque ad boschum Templi de Booul ») plus 100 livres parisis[8]. Il s'agit d'une forêt située entre Chestres et Falaise à l'est de Vouziers.
- 1257 : Toujours en ce lieu, le seigneur Robin de Fontenelles fait don de terres aux templiers de la Chambre-aux-Loups[7].
- 1261 : le seigneur de Briquenai obtient du juge ecclésiastique de Reims (Official) que ses manants puissent mener trente porcs à la glanais sur les terres du Temple[8].

Il est difficile de déterminer avec précision les rôles et importances respectives de Merlan et de Boux. On sait néanmoins qu'en 1287, le commandeur de Merlan qui s’appelait Thierry de Boux effectua une réception dans cette commanderie, qu'il en fit une également dans la maison du Temple de Seraincourt en 1295 et qu'en 1296, il se désignait comme précepteur de Boux.

### L'ordre de Saint-jean de Jérusalem
La commanderie fut dévastée au cours des guerres du XVe siècle puis fut rebâtie en 1598 par son commandeur, Oger Damour. Il ne restait à ce moment-là qu'une tour et le colombier.